# Тюгоку
Тюго́ку (яп. 中国地方 Тю:гоку тихо:, «регион серединных земель») — регион Японии, расположенный на западе острова Хонсю. Его название происходит от серединного положения между древней столицей Киото и японским «окном в Азию» — островом Кюсю. Центр региона — префектура Хиросима. Помимо Хиросимы в регион входят префектуры Окаяма, Симане, Тоттори и Ямагути.
Площадь региона составляет 31 917,37 км². Население на 1 апреля 2010 года составляло 7 553 164 человека, плотность — 236,64 чел./км².

## География
Для Тюгоку характерна преимущественно гористая местность с холмистами и низменными равнинами к северу и югу от горного хребта Тюгоку (высота до 1713 м), который делит регион на две части с запада на восток. Южная часть региона называется Санъё (яп. 山陽道 Санъё-до, «солнечная сторона горы»), в неё входят префектуры Окаяма, Хиросима и Ямагути, а северная — Санъин (яп. 山陰道 Санъин-до, «теневая сторона горы»), куда входят префектуры Тоттори и Симанэ. Названия частей связаны с концепцией инь и ян, где инь обычно используется для обозначения северной стороны горы, а ян — южной. Климат региона субтропический, муссонный.

## Экономика
Тюгоку индустриально-аграрный регион, при этом значительная часть обрабатывающей промышленности располагается в основном в южной части региона — в Санъё, а аграрная — в Санъин. На территории Тюгоку добывают каменный уголь, медь, пириты, молибден (90 % всей добычи в стране), урановую руду, олово, вольфрам и др.
В регионе развиты химическая (свыше 10% общеяпонского производства), металлургическая, нефтеперерабатывающая, нефтехимическая, деревообрабатывающая, машиностроительная (главным образом судо- и авиастроение, транспортное оборудование) и текстильная промышленности. Промышленные предприятия размещаются главным образом в полосе вдоль берега Внутреннего Японского моря.
Сельское хозяйство включает в себя выращивание риса, ячменя, пшеницы, сои, сладкого картофеля, а также садоводство (цитрусовые, персики, груша), шелководство, виноградарство, табаководство; мясо-молочное животноводство. На побережье занимаются рыболовством и соляными промыслами.
Крупнейшие города — Хиросима (центр автомобилестроения), Окаяма (центр по производству синтетического каучука, текстиля), Симоносеки (крупный порт и промышленный центр), Куре и Курасики (центр металлургии и нефтехимии).